# Owen y Mzee

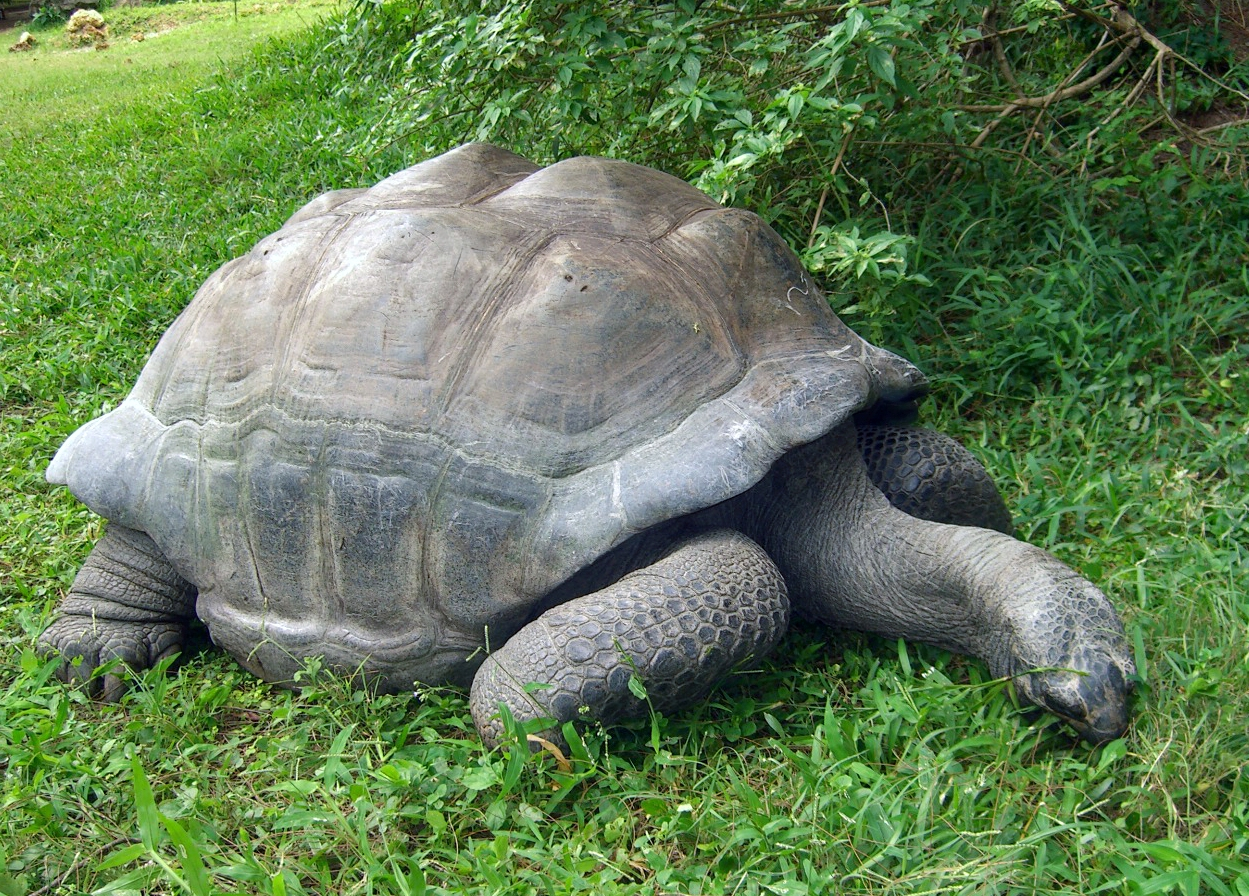
Mzee, la tortuga gigante de las islas Seychelles.

Owen y Mzee son un hipopótamo y una tortuga que se convirtieron en el tema de atención de los medios después de formar una unión inusual de amistad. Viven en el Parque Haller, en Malindi (Kenia).
En marzo de 2007, Mzee había sido retirado del recinto. Un hipopótamo hembra llamada Cleo había sido añadida para proporcionar compañía a Owen. Owen pareció adaptarse a su nueva compañía y es posible que Owen y Cleo tengan descendencia cuando alcance la madurez.